# Boys' Town Football Club
Cet article possède un paronyme, voir Boys Town.
Maillots
Le Boys' Town Football Club est un club jamaïcain de football basé à Kingston.

## Historique
Le club est créé en 1940 par le révérend Hugh Sherlock pour la jeunesse de Trenchtown, un quartier de Kingston. Le club a remporté à trois reprises le Championnat de Jamaïque ainsi que deux Coupe de Jamaïque.

## Palmarès
- Championnat de Jamaïque (3)
  - Champion : 1984, 1986, 1988

- Coupe de Jamaïque (2)
  - Vainqueur : 2009, 2010
  - Finaliste : 2007